# San Nicolas (Pangasinan)
San Nicolas è una municipalità di terza classe delle Filippine, situata nella Provincia di Pangasinan, nella regione di Ilocos.
San Nicolas è formata da 33 baranggay:
- Bensican
- Cabitnongan
- Caboloan
- Cacabugaoan
- Calanutian
- Calaocan
- Camanggaan
- Camindoroan
- Casaratan
- Dalumpinas
- Fianza
- Lungao
- Malico
- Malilion
- Nagkaysa
- Nining
- Poblacion East

- Poblacion West
- Salingcob
- Salpad
- San Felipe East
- San Felipe West
- San Isidro (Sta. Cruzan)
- San Jose
- San Rafael Centro
- San Rafael East
- San Rafael West
- San Roque
- Santa Maria East
- Santa Maria West
- Santo Tomas
- Siblot
- Sobol